# Esirahu
Esirahu – estońska wyspa na Morzu Bałtyckim, na obszarze cieśniny Väinameri, u zachodnich wybrzeży kraju, na południe od wyspy Tagarahu. Zajmuje powierzchnię 2,044 ha. Obwód wyspy wynosi 565 m. Administracyjnie znajduje się w prowincji Läänemaa, w gminie Ridala. W całości stanowi obszar chroniony.